# Trychosis anagmus
Trychosis anagmus är en stekelart som beskrevs av Henry Keith Townes, Jr. 1962. Trychosis anagmus ingår i släktet Trychosis och familjen brokparasitsteklar. Inga underarter finns listade i Catalogue of Life.